# Comunitatea Valenciană
Comunitatea Valenciană (oficial și în valenciană Comunitat Valenciana, spaniolă Comunidad Valenciana) este o comunitate autonomă în estul Spaniei. Este cunoscută în istorie ca și Regatul Valenciei (valenciană Regne de València, spaniolă Reino de Valencia). Este a patra cea mai populată comunitate autonomă spaniolă după Andaluzia, Catalonia și Comunitatea Madrid, cu peste cinci milioane de locuitori.  Capitala sa omonimă Valencia este al treilea oraș ca mărime și zonă metropolitană din Spania. Este situat de-a lungul coastei mediteraneene, în partea de est a Peninsulei Iberice. Se învecinează cu Catalonia la nord, Aragon și Castilla-La Mancha la vest și Murcia la sud, iar Insulele Baleare sunt la est. Comunitatea Valenciană este formată din trei provincii: Castelló, Valencia și Alacant.
Conform Statutului de Autonomie al Valencia, poporul valencian este o naționalitate.  Originile lor datează de la cucerirea aragoneză din 1238 a Taifa din Valencia. Regatul nou-înființat al Valencia a beneficiat de propria sa entitate juridică și de instituții administrative ca o componentă a Coroanei Aragonului, sub controlul blănurilor din Valencia. Valencia și-a cunoscut Epoca de Aur în secolul al XV-lea, devenind capitala economică a Coroanei. Instituțiile și legile locale au continuat în timpul unirii dinastice a monarhiei spaniole moderne timpurii, dar au fost suspendate în 1707 ca urmare a războiului de succesiune spaniol. Naționalismul valencian a apărut spre sfârșitul secolului al XIX-lea, ducând la concepția modernă a Țării Valenciane. Actuala comunitate autonomă din cadrul instituției de autoguvernare a Generalitat Valenciana a fost înființată în 1982 după tranziția spaniolă.
Limbile oficiale sunt spaniola și valenciana (numele oficial și tradițional folosit în Comunitatea Valenciană pentru a se referi la ceea ce este cunoscut în mod obișnuit ca limba catalană).       Începând cu 2020, populația Comunității Valenciane cuprindea 10,63% din populația spaniolă.

## Scurt istoric
Teritoriul a fost parte a califatului Cordoba în sec. al XI-lea. A fost cucerit de comandamentul spaniol El Cid în anii 1094-1099. Apoi a fost recucerit de mauri în anul 1299. În anul 1238 a fost cucerit de regele spaniol Iacob I de Aragon și deținut ulterior de acesta.

## Economie
Comunitatea Valenciană este una dintre cele mai fertile zone agricole din bazinul mediteraneean. Se cultivă portocale, orez, struguri și măsline. Este dezvoltată producția manufacturieră.

## Orașe
Principalele orașe sunt: 
- València (spaniolă Valencia), capitala provinciei cu același nume, festival faimos, Fallas pe 19 martie.
- Alacant (spaniolă Alicante), capitala provinciei cu același nume, faimos pentru nugaua sa tare sau turrón duro (valenciană torró). Festival faimos: Fogueres pe 24 iunie.
- Castelló de la Plana (spaniolă Castellón de la Plana), capitala provinciei cu același nume.
- Xixona (spaniolă Jijona), faimos pentru nugaua sa fină sau turrón de Jijona (valenciană torró de Xixona).
- Elx (spaniolă Elche), faimos pentru pădurile de palmieri numite Palmeral și pentru Piesa Misterului, parte a Patrimoniului Mondial al UNESCO.
- Vila-real (spaniolă Villarreal) , producător important de ceramică și cărămidă.
- Elda, producător important de încălțăminte.
- Villena, producător important de încălțăminte. Festival faimos: „Moros y Cristianos”, din septembrie.
- Buñol (valenciană Bunyol), faimos pentru Tomatina, din ultima zi de miercuri din august.

## Provincii
Comunitatea Valenciană cuprinde provinciile: 
- Provincia Castelló
- Provincia Valencia
- Provincia Alacant

## Râuri importante
- Turia (valenciană Túria)
- Júcar (valenciană Xúquer)
- Segura